# Carme Canela

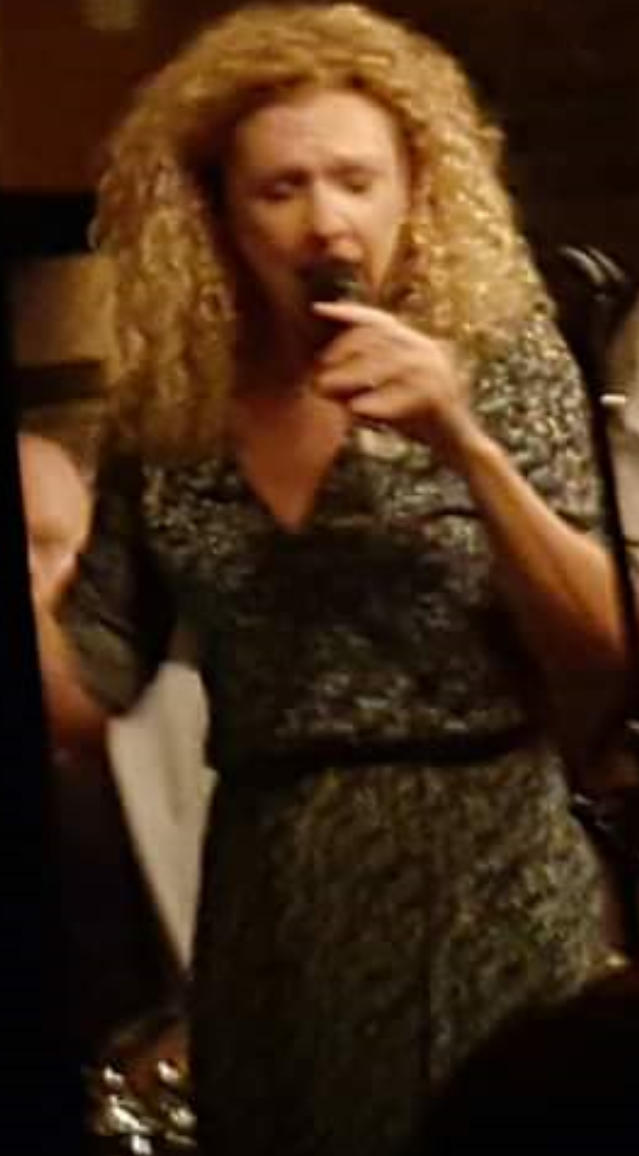
Carme Canela (2017)

Carme Canela i Mir (* 1962 in Barcelona) ist eine spanische Jazzmusikerin (Gesang).

## Wirken
Canela begann bereits mit 16 Jahren ihre musikalische Karriere als Sängerin des Orquestra Encantada, mit dem sie vier Alben aufnahm. Sie studierte bei Dee Kohanna an der Aula de Música Moderna i Jazz de Barcelona und am Taller de Músics. Sie nahm Gesangsstunden bei Joaquim Proubasta und Maya Mayska und besuchte Workshops von Sheila Jordan.
Canelas Debütalbum Introducing Carme Canela & Trio entstand 1996 mit Joan Monné, Raimon Ferrer und David Xirgu für Fresh Sound Records. In Zusammenarbeit mit dem Nationalen Kammerorchester von Andorra und der Leitung von Lluís Vidal folgte 1999 Cravo e Canela. Mit Vidal veröffentlichte sie die Alben Univers Miles (2004) und (überwiegend mit traditionellen Liedern) Els Nostres Estàndards (2006). Dann vertonte sie Gedichte von Gioconda Belli und interpretierte die Lieder von Jordi Matas. Sie arbeitete wieder mit dem Pianisten Joan Monné zusammen, mit dem seit 2014 zwei Alben entstanden. Mit dem Gitarristen Jurandir Santana erschien 2021 das brasilianisch gefärbte Album Celebrating ›La Fusa‹. Außerdem legte sie 1992 ein Album mit katalanischen Kinderliedern vor (Poti Poti); mit dem Liedermacher Francesc Pi de la Serra veröffentlichte sie 1997 ein Album mit Liedern aus dem Spanischen Bürgerkrieg.
Im Sommer 2008 trat Canela mit Guillermo Klein und seiner Band Los Guachos im Village Vanguard in New York City auf. Weiterhin arbeitete sie mit Musikern wie Bruce Barth, Kurt Rosenwinkel, Michael Mossman, Joan Albert Amargós, Dani Pérez, Laura Simó, Zé Eduardo, Albert Bover, Iñaki Salvador, Jordi Bonell, Bernardo Sassetti, Agustí Fernández, Robert Ashley und der Terrassa Jazz Big Band. Sie ist auch auf Alben von Perico Sambeat, David Mengual, Carles Benavent, Albert Guinovart, Gorka Benítez und Xavier Dotras zu hören.
Canela unterrichtet seit 2002 an der Escola Superior de Música de Catalunya in Barcelona.

## Preise und Auszeichnungen
Canela wurde mehrfach mit dem Preis als Vokalsolistin des Jahres von der Assoziation der katalanischen Jazzmusiker ausgezeichnet. Ihr Album Introducing Carme Canela & Trio wurde von Ràdio 4 als katalanisches Album des Jahres 1997 ausgezeichnet. Für ihr Album Cravo e Canela erhielt sie 2000 den Preis der Assoziation der katalanischen Jazzmusiker für das Album des Jahres.